# Ceratina indica
Ceratina indica là một loài Hymenoptera trong họ Apidae. Loài này được Hirashima mô tả khoa học năm 1969.